# Железный Трон (Игра престолов)
«Железный Трон» (англ. The Iron Throne) — финальный эпизод фэнтезийного сериала HBO «Игра престолов». Это шестой эпизод восьмого сезона и 73-й во всём сериале. Сценаристами и режиссёрами эпизода стали Дэвид Бениофф и Д. Б. Уайсс. Премьера эпизода состоялась в США и Канаде 19 мая 2019 года. Это единственный эпизод сезона, к которому не прилагаются дополнительные материалы о создании эпизода, «Game Revealed» и «Inside the Episode».
В «Железном Троне» показывают, как персонажи справляются с последствиями действий Дейенерис Таргариен (Эмилия Кларк) в Королевской Гавани, и коронацию правителя Вестероса. Некоторые комментаторы не согласились с сюжетными арками эпизода, темпом и тоном, в то время как другие посчитали эпизод удовлетворительным завершением сериала. Бениофф и Уайсс получили номинации за режиссуру и сценарий эпизода на 71-й церемонии премии «Эмми», в то время как Кит Харингтон и Питер Динклэйдж выбрали этот эпизод, чтобы поддержать свои номинации в категориях лучшая мужская роль в драматическом сериале и лучшая мужская роль второго плана в драматическом сериале, соответственно. Динклэйдж победил в своей категории.

## Сюжет
Джон Сноу (Кит Харингтон) и Давос Сиворт (Лиам Каннингем) бродят по пепелищу Королевской Гавани, осознавая, что натворила Дейнерис Таргариен (Эмилия Кларк), в то время как Тирион Ланнистер (Питер Динклэйдж) находит тела Джейме (Николай Костер-Вальдау) и Серсеи (Лина Хиди) под обломками Красного Замка. Серый Червь (Джейкоб Андерсон) казнит пленных солдат Ланнистеров, заявив, что это приказ Дейенерис. Дейенерис объявляет Безупречным и Дотракийцам, что она освободит весь мир. Тирион публично отказывается от должности Десницы в знак протеста против правления Дейенерис и разрушения города, и его арестовывают за измену. И Арья Старк (Мэйси Уильямс), и Тирион предупреждают Джона, что обезумевшая Дейенерис, скорее всего, убьёт и его, и Сансу (Софи Тёрнер), так как они могут быть угрозой для её правления.
Джон встречает Дейенерис в тронном зале и пытается убедить её прекратить войну, упрекая за то, что она сожгла Королевскую Гавань. Дейенерис говорит, что гибель города была необходима, потому что Серсея считала, что милосердие с её стороны было слабостью, и что смерть невинных не так важна, если речь идет о будущем «всеобщем счастье». Она отказывает Джону в его просьбе помиловать Тириона и убеждает оставить все сомнения и следовать за ней. Они целуются, и Джон убивает её, внезапно вонзив в живот кинжал. Дрогон своим пламенем уничтожает Железный Трон и улетает, взяв с собой тело Дейенерис. После этого Джона арестовывают.
Через некоторое время лорды Вестероса собираются, чтобы решить, кто будет следующим правителем. Тирион, всё ещё оставаясь в цепях, предлагает, чтобы будущие короли не наследовали корону, а избирались лордами. В качестве нового правителя Тирион выдвигает Брана Старка (Айзек Хэмпстед-Райт), с чем соглашаются все, кроме Сансы, которая объявляет о выходе Севера из состава Семи Королевств. Бран назначает Тириона своим Десницей, а Джона в качестве наказания за убийство Дейенерис приговаривают к ссылке в Ночной Дозор, чтобы успокоить тех, кто ещё верен покойной королеве. Серый Червь с Безупречными на кораблях отправляется на остров Наат, родину Миссандеи (Натали Эммануэль). Дотракийцев также отправляют домой в Эссос морем.
Тирион формирует новый Малый Совет, включив в него Бронна (Джером Флинн), ставшего лордом Хайгардена, в качестве Мастера над монетой, Бриенну Тарт (Гвендолин Кристи), ставшую лордом-командующим Королевской гвардии, Давоса, Мастера над кораблями, и Сэмвелла Тарли (Джон Брэдли) в качестве Великого мейстера. Вместе они начинают планировать восстановление Королевской Гавани. Сэм представляет Совету написанную архимейстером Эброузом книгу «Песнь Льда и Огня», содержащую историю Вестероса после смерти Роберта Баратеона (Марк Эдди), и отмечает, что Тирион в ней даже не упомянут. Бран ненадолго появляется на заседании Совета, которому ещё нужно заполнить несколько вакансий, и походя замечает, что он попробует найти скрывшегося Дрогона. Арья отправляется исследовать неизведанные моря к западу от Вестероса, а северные лорды избирают Сансу Королевой Севера. Прибывший в Ночной Дозор Джон встречает там Тормунда (Кристофер Хивью) и Призрака, а затем, вместе с ними, покидает Дозор и ведёт большую группу Одичалых в лес за Стеной.

## Производство

### Сценарий
Сценарий к эпизоду был написан Дэвидом Бениоффом и Д. Б. Уайссом. Айзек Хэмпстед-Райт заявил, что Бениофф и Уайсс сказали ему, что Бран станет королём из набросков Джорджа Р. Р. Мартина для будущих романов.

### Съёмки
Режиссёрами эпизода стали Дэвид Бениофф и Д. Б. Уайсс.
Во время съёмок сцены в Драконьей Яме в Севилье, Испания, HBO пригласило актёров Владимира Фурдика (Король Ночи), Фэй Марсей (Бродяжка), Тома Влашиху (Якен Хгар) и Кита Харингтона (Джон Сноу) в качестве приманок, чтобы скрыть сюжетные моменты эпизода. В этой же сцене зрители заметили две пластиковые бутылки с водой возле ног Джона Брэдли и Лиама Каннингема.

## Реакция

### Рейтинги
Эпизод посмотрели 13,61 миллионов зрителей во время оригинального показа на HBO, что делает его самым просматриваемым эпизодом во всём сериале на сегодняшний день, побив рекорд предыдущего эпизода, «Колокола», а также просматриваемой передачей за всю историю HBO, побив рекорд эпизода «Для всех долгов, публичных и частных» из сериала «Клан Сопрано», который составляет 13,4 миллионов зрителей. Дополнительные 5,7 миллионов зрителей посмотрели эпизод на стриминговых платформах, что в целом составляет 19,3 миллионов зрителей.

### Реакция критиков
На сайте Rotten Tomatoes эпизод получил рейтинг 48% на основе 132 отзывов и среднего рейтинга 6,39/10. Консенсус сайта гласит: «Если это всё, то „Железный Трон“ — это горько-сладкий, хотя и, к сожалению, пресный, финал сериала, который гарантирует, что фанаты „Игры престолов“ будут зацикливаться на судьбах своих любимых персонажей ещё некоторое время. Будут ли они когда-нибудь удовлетворены решениями шоу? Спросите нас ещё раз через 10 лет». По состоянию на 9 августа 2019 года, это самый низкорейтинговый эпизод в сериале.
Джеймс Поневозик из «The New York Times» чувствовал, что история в недостаточной мере объяснила, почему Дейенерис сожгла Королевскую Гавань и как её персонаж достиг своей конечной точки, заявив, что «женщина, оскорблённая и проданная как движимое имущество, становится настолько зацикленной своим рвением делать добро, что ей всё, кроме слепого обожания, видится злым» была отличной идеей, но зрителям не показали «её точку зрения, чтобы это изменение выглядело настоящим и неизбежным». Поневозик сказал, что «маленькие моменты персонажей», такие как Тирион, расставляющий стулья, Арья, плывущая на запад, и Джон, воссоединяющийся с Одичалыми, «были логичными с эмоциональной точки зрения». Хэнк Стувер из «The Washington Post», который смотрел эпизод с заниженными ожиданиями, сказал, что сериал «уплыл (прибежал) к благородному и, возможно, разочаровывающему завершению... Здесь было всё, что не нужно было никому, но всё же это было нечто: адекватно справедливое, повествовательно симметричное и достаточно острое. Это продолжалось долго на набухающих образах и на малом количестве диалогов». Лора Прудом из IGN написала, что финал «не был катастрофой», но «и не грёзами о весне, на которую мы могли бы надеяться», «изо всех сил пытаясь завершить многие из затяжных сюжетных линий шоу в удовлетворительном и последовательном заключении, и снова становясь жертвой бессмысленно усечённого порядка эпизодов сезона».
Критики не согласились с темпом и заключительными откровениями эпизода. Спенсер Корнхабер из «The Atlantic» написал, что финал был «тонально странным, логически напряжённым и эмоционально тонким» и «драма превратилась в ситком». Леника Крус, также написав для «The Atlantic», написала, что у эпизода были «проблемы с темпом, ускоренное развитие персонажей, тональный диссонанс, отсутствие внимание к деталям, необъяснимые развороты и слабые диалоги». Келли Лоулер из «USA Today» написала: «Трагедия и несправедливость были также вписаны в идентичность сериала, как и драконы и битвы», но финал был «неузнаваем. Он был потрёпанным; он был клишированным. Каждый оставшийся персонаж получил сахариновую коду... он не свернул грациозно на другую полосу, он сорвался со скалы». Инку Канг из «Slate» написала, что «мы знаем, что управлять сложно, и изображение сериалом этих осложнений является одной из причин, почему оно изначально казалось таким освежающе близким, но аргумент финала, что отказ от ответственности является лучшим, на что мы можем надеяться в лидере, кажется ленивым и ложным». Сумья Сривастава из «Hindustan Times» написала, что эпизод был вторым худшим эпизодом в сериале (встав позади за предыдущим эпизодом «Колокола»), чувствовался, что он «спешил к финишной прямой», и он заставил её гадать, как Дейенерис не поняла, что Джон представляет угрозу, и был ли смысл в его королевском происхождении. Несмотря на своё личное смущение и разочарование, она «радовалась за Джона» в конце, думала, что у Дрогона были «хорошие проводы», и что «Призрак получил прощание, которое он заслуживал».
Также напротив, консенсус TV Guide пришёл к выводу, что у финала «Игры престолов» было «сильное завершение», поместив его на 33 место в списке всех 73 эпизодов. Ричард Роупер, написав для «Chicago Sun-Times», сказал, что «в целом финал был солидным и, в значительной степени, удовлетворительным завершением одного из самых захватывающих и увлекательных телесериалов всех времён», и он был «меланхоличным, горько-сладким, наполненным поворотами и, иногда, удивительно юмористическим». Хью Монтгомери из BBC также оценил эпизод на 4/5, написав, что финал во многом удовлетворяет «на условиях, которые создатели [ранее] установили» в «разрушительном» предпоследнем эпизоде. Становление Брана королём было «верно чувству реалполитики шоу» как «случайно счастливый конец», тогда как шоу «обеспечивает эффективное, хотя и разочарующе бесспорное, окончание» для Джона, Арьи и Сансы. Карл Куинн из «The Age» написал, что шоу «может и разрешилось» слишком быстро в драматическом плане, но восхождение Брана тематически «полностью имело смысл», в соответствии с «антивоенными и антидеспотскими темами шоу... После всех кровопролитий, резни и сожжения, „Игра престолов“ завершилась не взрывом, а голосованием». Люси Манган из «The Guardian» дала эпизоду рейтинг 4/5, заявив, что «финал доставил всё. Он был верен общей теме сериала — война и жалость войны — и неправильно поступив со многими персонажами на прошлой неделе, воздал всем, кто остался».

### Награды и номинации
| Год  | Награда                  | Категория                                                    | Номинант(ы)                 | Результат | Прим. |
| ---- | ------------------------ | ------------------------------------------------------------ | --------------------------- | --------- | ----- |
| 2019 | «Эмми»                   | Лучшая режиссура драматического сериала                      | Дэвид Бениофф и Д. Б. Уайсс | Номинация | [ 8 ] |
| 2019 | «Эмми»                   | Лучший актёр в драматическом сериале                         | Кит Харингтон               | Номинация | [ 8 ] |
| 2019 | «Эмми»                   | Лучший актёр второго плана в драматическом сериале           | Питер Динклэйдж             | Победа    | [ 8 ] |
| 2019 | «Эмми»                   | Лучший сценарий драматического сериала                       | Дэвид Бениофф и Д. Б. Уайсс | Номинация | [ 8 ] |
| 2019 | Творческая премия «Эмми» | Лучшая операторская работа в однокамерном сериале (один час) | Джонатан Фримен             | Номинация | [ 8 ] |
| 2019 | Творческая премия «Эмми» | Лучший монтаж в драматическом сериале                        | Кэти Вейланд                | Номинация | [ 8 ] |